# 8623 Johnnygalecki
8623 Johnnygalecki este un asteroid din centura principală de asteroizi.

## Descriere
8623 Johnnygalecki este un asteroid din centura principală de asteroizi. A fost descoperit pe 1 martie 1981 la Siding Spring de Schelte J. Bus. Asteroidul prezintă o orbită caracterizată de o semiaxă mare de 3,15 ua, o excentricitate de 0,10 și o înclinație de 4,8° în raport cu ecliptica.